# Раёвский сельсовет (Тамбовская область)
Раёвский сельсовет — упразднённая административно-территориальная единица на северо-востоке Моршанского района Тамбовской области. В ходе муниципальной реформы сельсовет был наделён статусом сельского поселения. В 2011 году Раёвский сельсовет объединён со Старотомниковским сельсоветом в Старотомниковский сельсовет.
Административный центр — село Раёво.

## География
Основные реки — река Кермись, ручей Раёв.

## Демография
Численность населения — 70 человек.

## Административное деление
В состав Раёвского сельсовета входили следующие населённые пункты:
- село Благодатка,
- село Николаевка,
- село Раёво,
- деревня Богородицкая,
- деревня Ивановка,
- деревня Надеждино,
- посёлок Тарханы.

## Культура
Дом культуры и отдыха с кинотеатром.